# Проб (візантійський єпископ)
Проб (грец. Πρόβος) — Візантійський єпископ у 293—306 роках.
Походив зі знатної родини. Його батько, візантійський єпископ Дометій, був братом римського імператора Проба.
Обійняв посаду у 293 році після смерті єпископа Руфіна та правив близько 12 років.
Помер у 306 році. Його наступником став його брат, Святий  Митрофан I.